# Train urbain d'Aalborg
Le Train urbain d'Aalborg, en danois : Aalborg Nærbane, est le nom d'un réseau de trains suburbains  dans et autour la ville de Aalborg au Danemark fondé en 2003.

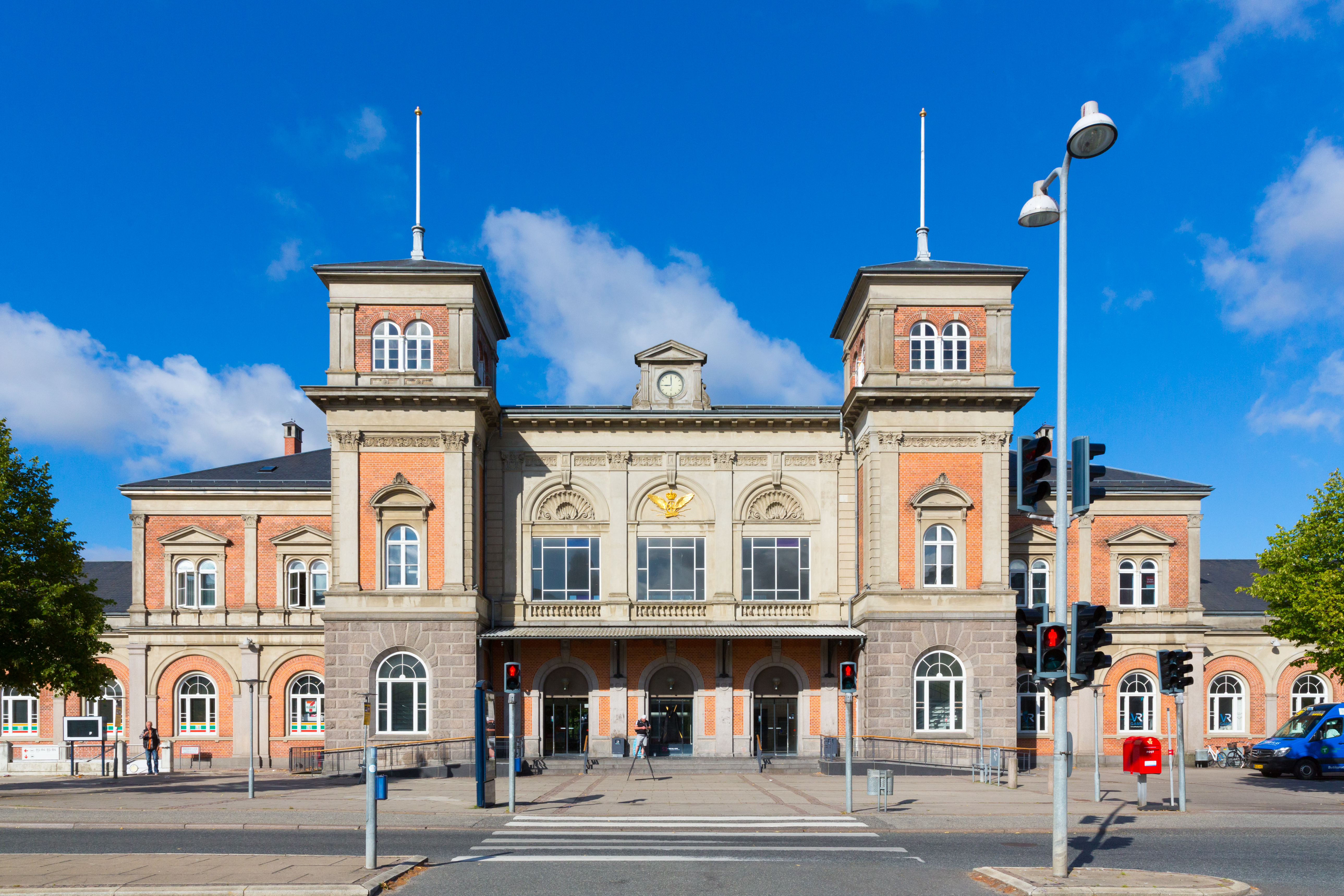
La gare d'Aalborg.